# Haluhosahalli, Tumkur
Haluhosahalli là một làng thuộc tehsil Tumkur, huyện Tumkur, bang Karnataka, Ấn Độ.